# Negasilus gramalis
Negasilus gramalis är en tvåvingeart som först beskrevs av Adisoemarto 1967.  Negasilus gramalis ingår i släktet Negasilus och familjen rovflugor.
Artens utbredningsområde är Alberta. Inga underarter finns listade i Catalogue of Life.